# Míssil

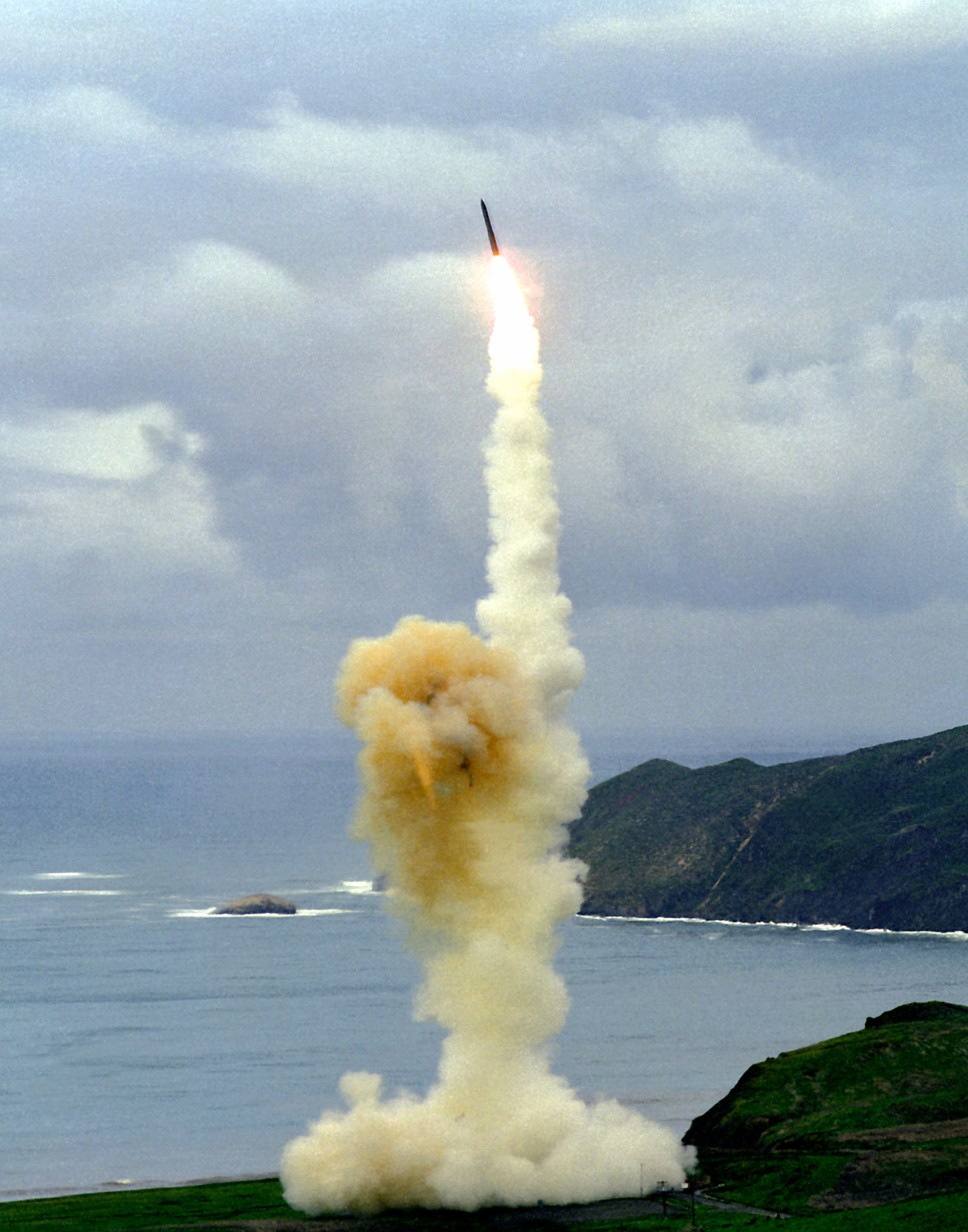
Míssil balístic intercontinental Minuteman III

Un  míssil  és una arma de projectil autopropulsada amb guiatge durant tota o una part de la seva trajectòria, amb propulsió amb motor de coet o motor de reacció. Generalment els míssils són usats com arma i tenen un o més caps de guerra explosius, encara que també poden usar-se altres tipus d'arma en el míssil. Cal diferenciar-los dels coets, ja que aquests no compten amb guiatge. Hi ha míssils de mides i usos són molt variats, des dels míssils antitancs que poden ser transportats per una sol soldat fins als enormes míssils balístics intercontinentals capaços de recórrer milers de quilòmetres.

## Etimologia
La paraula «míssil» prové de l'anglès missile, que és al seu torn un manlleu del llatí missĭle, adjectiu substanviat que significa «projectil». En el llenguatge militar comú, la paraula míssil descriu una munició autopropulsada guiada, mentre que la paraula coet descriu una munició autopropulsada no guiada. Les municions guiades sense motor són conegudes com a bombes guiades. Una subdivisió a majors habitual és considerar com míssil balístic a una munició que segueix una trajectòria balística i míssil de creuer a una munició que genera sustentació (es desplaça com una aeronau d'ala fixa).

## Història

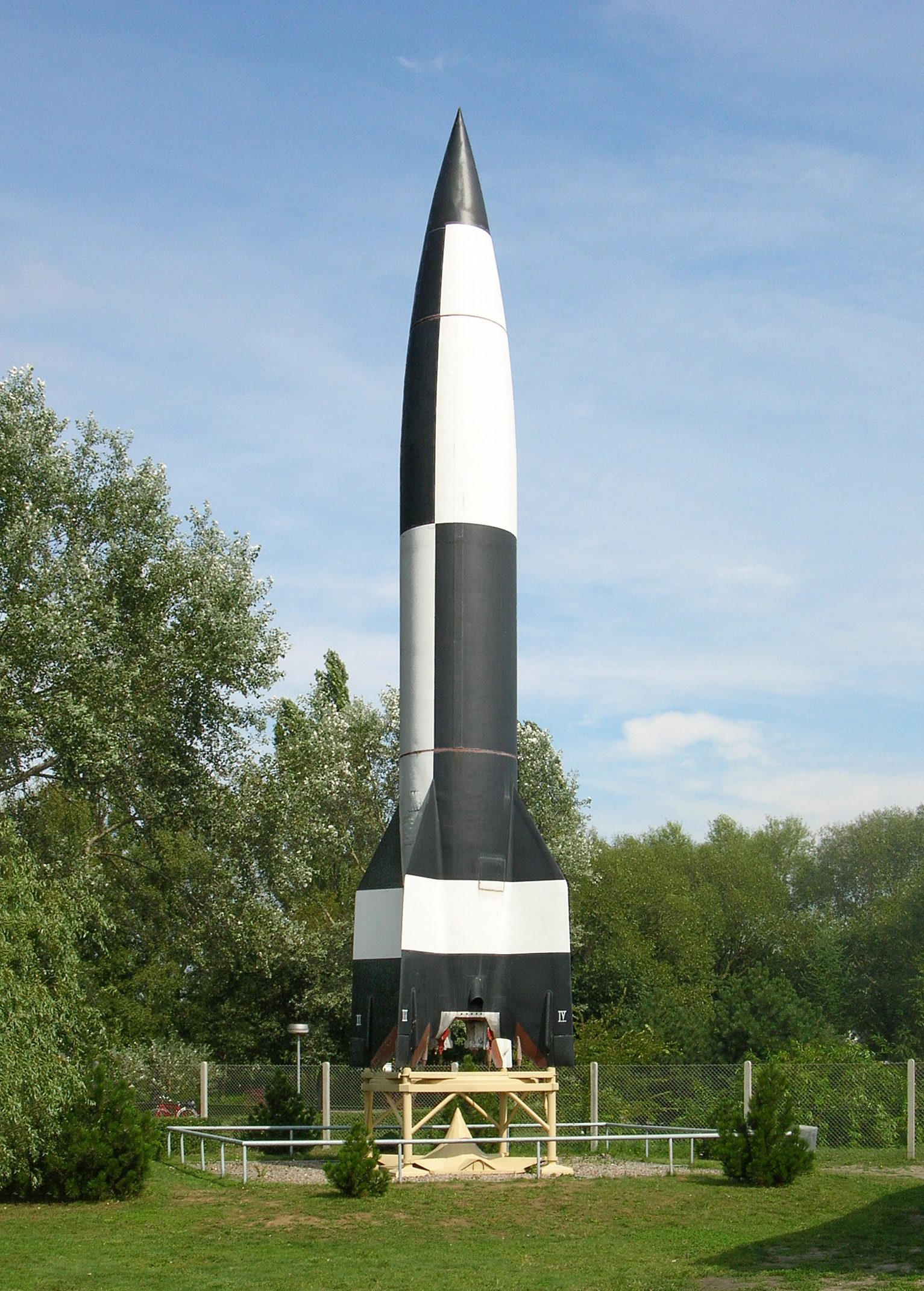
V-2 alemany de la Segona Guerra Mundial.

Els primers míssils operatius van ser la sèrie de míssils alemanys de la Segona Guerra Mundial. Els més famosos són el V-1 i el V-2. Uns altres, encara que menys coneguts, van ser els "míssils guiats" anti-vaixell i aire-aire com el Fritz X i el Henschel Hs 293 que no eren autoguiats sinó que normalment estaven basats en un sistema de radiocontrol (dirigits remotament per un operador).

## Càrregues i usos dels míssils
Els míssils guiats són projectils a reacció per a ús militar, que posseeixen en capacitat de guiar-se proporcionant ordres electròniques que el fan variar la seva trajectòria de vol de manera que en algun lloc de la mateixa intercepti la trajectòria del seu objectiu i el posi fora de combat per l'efecte d'un cap de guerra en el seu ogiva (la composició varia segons l'ocupació tàctic del míssil).
Els míssils són usats habitualment com a armes de guerra, car poden dur un gran poder destructiu (en general en forma de cap explosiu) a una gran distància i precisió fins al seu objectiu. A banda d'explosius, es poden utilitzar altres càrregues com ara agents químics o bacteriològics. També existixen càrregues dissenyades per a danyar infraestructures sense produir baixes. Per exemple, a la Guerra del Golf els míssils de creuer van ser carregats amb filaments de grafit que duts a centrals elèctriques i estacions de distribució d'energia van provocar curtcircuits. Altres míssils fan ús només de l'energia cinètica per destruir l'objectiu amb el seu impacte a gran velocitat. Però els més devastadors són, sens dubte, els míssils balístics intercontinentals amb caps termonuclears.

## Tecnologia

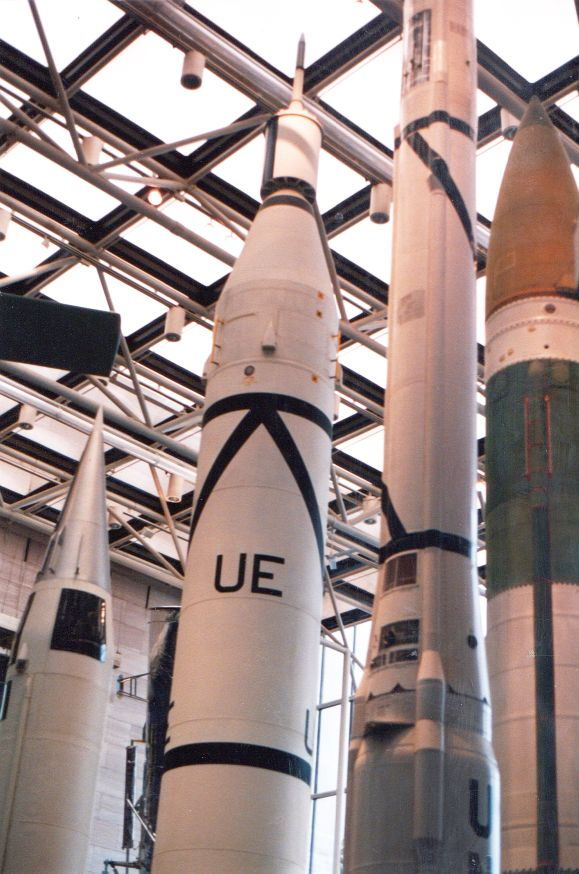
Míssils balístics al Museu Nacional de l'Aire i l'Espai. Washington DC.

Els míssils disposen genèricament de tres sistemes, ja sigui integrats en ells o externs, un sistema de localització, un sistema de guiatge i un sistema de control de vol. Els míssils solen comptar amb els següents sistemes:

### Sistemes de guiatge

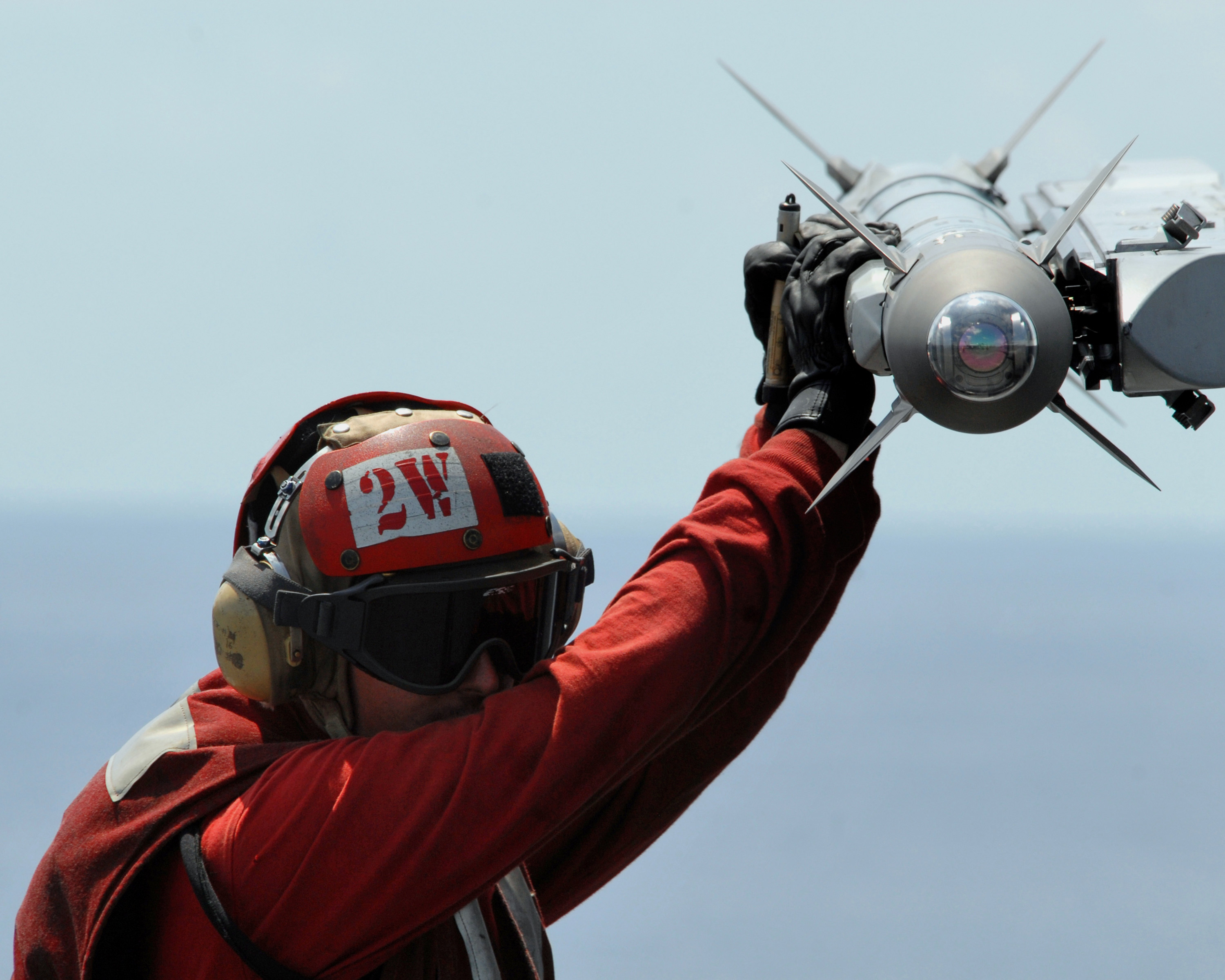
Cap sensor d'un míssil AIM-9X muntat a l'ala d'un avió de caça.

Generalment posseeixen un cap amb sistema de guiat específic (infraroig, radar, sistema de navegació inercial, electroòptic, TV o radio-controlat).

### Sistemes d'adquisició d'objectius
Un altre mètode de dirigir el míssil cap a l'objectiu és indicar-li la posició de l'objectiu, i coneguda la posició del míssil estimar la trajectòria a realitzar. Aquesta trajectòria pot ser calculada pel mateix míssil o ordenada per ràdio al míssil des d'un operador que calculi la ruta.

### Sistemes de vol
Qualsevol míssil guiat que usa un sistema de recerca de blanc, un sistema de guiatge o ambdós, necessita un sistema de vol. El sistema de vol utilitza les dades de l'objectiu o els sistemes de guiatge per maniobrar el míssil en vol, permetent controlar les imprecisions en el míssil o seguir un objectiu mòbil. Hi ha dos sistemes principals: embranzida vectorial o mitjançant maniobres aerodinàmiques (moviment d'ales, timons, etc.).

### Motor
La majoria dels míssils petits tenen un motor coet de propel·lent sòlid o un motor jet, el qual només li proveeix uns pocs segons d'embranzida. El míssil s'accelera a la seva màxima velocitat just abans que el combustible s'esgoti, i depèn de la seva inèrcia pel temps restant del vol. Els míssils de major grandària arriben a disposar de motors coet de propel·lent líquid, que els permet períodes d'impuls més estesos i molt més abast.

### Cap de guerra
El cap de guerra és la càrrega armamentística del míssil, habitualment en forma de càrrega explosiva.

## Tipus de míssils
Els míssils solen ser categoritzats segons on es troba la seva plataforma de llançament i el seu blanc intencional, en termes generals aquests seran «superfície» («terra» o «aigua») o «aire», (per exemple un míssil terra-aire és un míssil llançat des de terra contra objectius en l'aire). I subcategoritzar pel tipus exacte de blanc per al qual estan dissenyats (com míssil antitancs o míssil antivaixell per exemple). Tot i això, moltes armes estan dissenyades per ser llançades des de superfície o des d l'aire indistintament, i algunes estan dissenyades per atacar tant objectius terrestres com aeris (com el míssil ADATS). Moltes armes requereixen algunes modificacions a l'hora de ser llançades des d'aire o terra, com la incorporació de coets impulsors per a versions llançades des de terra. És habitual diferenciar míssils segons el seu abast: curt, mitjà, llarg o molt llarg, i també segons el seu tipus de guiat. També solen diferenciar-se els míssils com tàctics quan el seu objectiu és aturar un altre atac ja iniciat, (com quan un altre míssil ha estat llançat per l'enemic).
Hi ha algunes similituds entre els míssils amb guiatge e curt i mig abast i les bombes guiades, però una bomba guiada, llançada per un avió, no té propulsió i usa l'aerodinàmica per volar horitzontalment i caure el més vertical possible sobre l'objectiu.

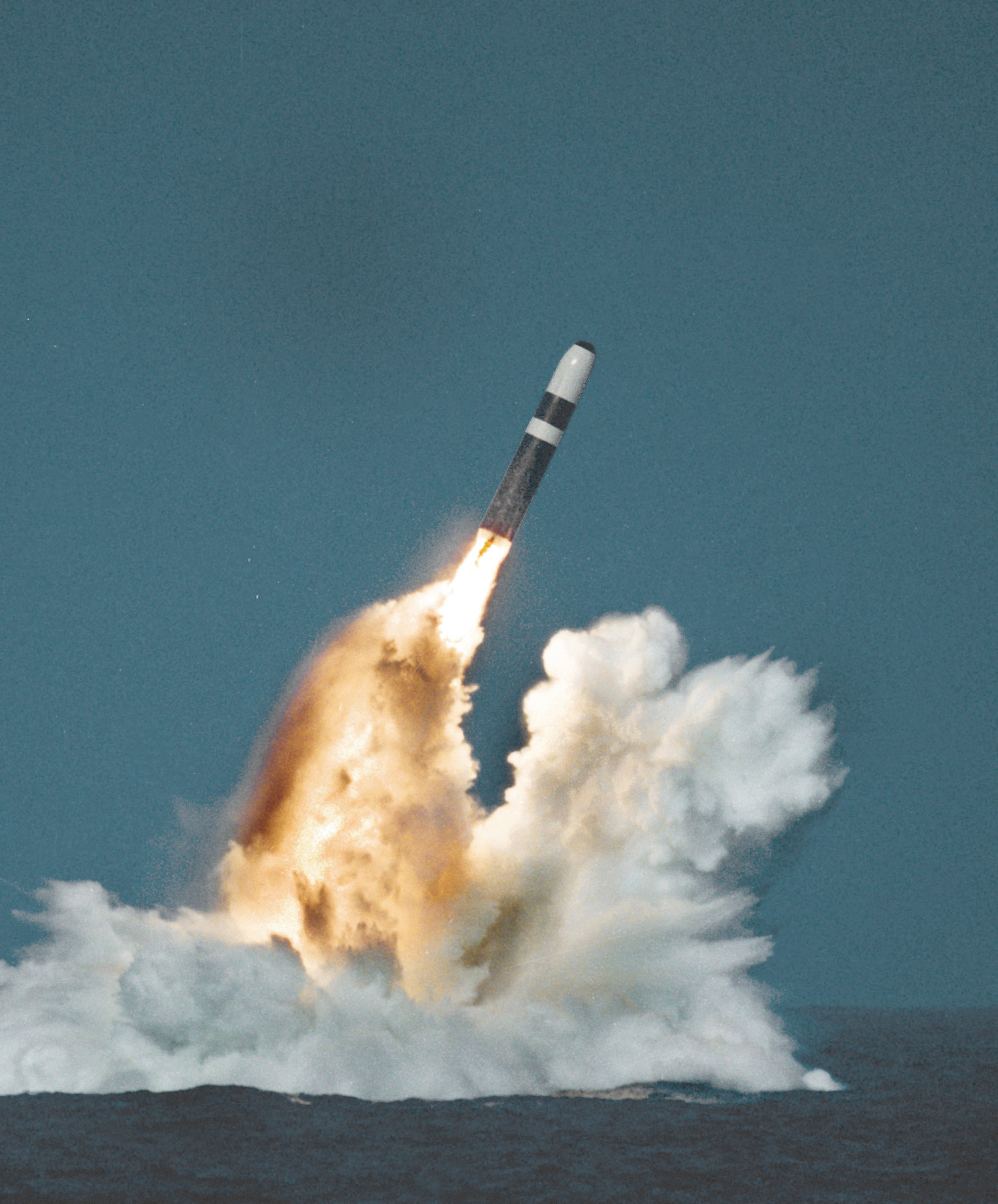
Míssil balístic UBM-133 Trident II llançat des d'un submarí.

### Míssils balístics
Són míssils que s'autopropulsen només en la part inicial de la trajectòria i que no usen la seva aerodinàmica per a variar el seu rumb (perquè el seu moviment està governat per les lleis de la balística). El seu primer precursor va ser la V-2 alemanya. Tots aquests míssils fan ús de motors coet i genèricament solen rebre el nom de coets. Arriben a altituds molt majors que els míssils de creuer pel fet que els reactors són menys viables, així mateix no els cal cap mena de mecanisme de sustentació, car tota l'embranzida vertical l'extreuen del llançament inicial. Aquests míssils no són estrictament míssils guiats, ja que el seu marge de maniobra està molt limitat per les característiques inicials del llançament. Els avantatges d'aquest sistema són una major rapidesa des del llançament fins a l'impacte i una molt més difícil intercepció. Una extensió pesant dels míssils balístics són els actuals coets espacials que s'usen per a posar càrregues útils en òrbita. El Topol M (SS-27 Sickle B) rus és el míssil més ràpid (7.320 m/s) actualment en servei.

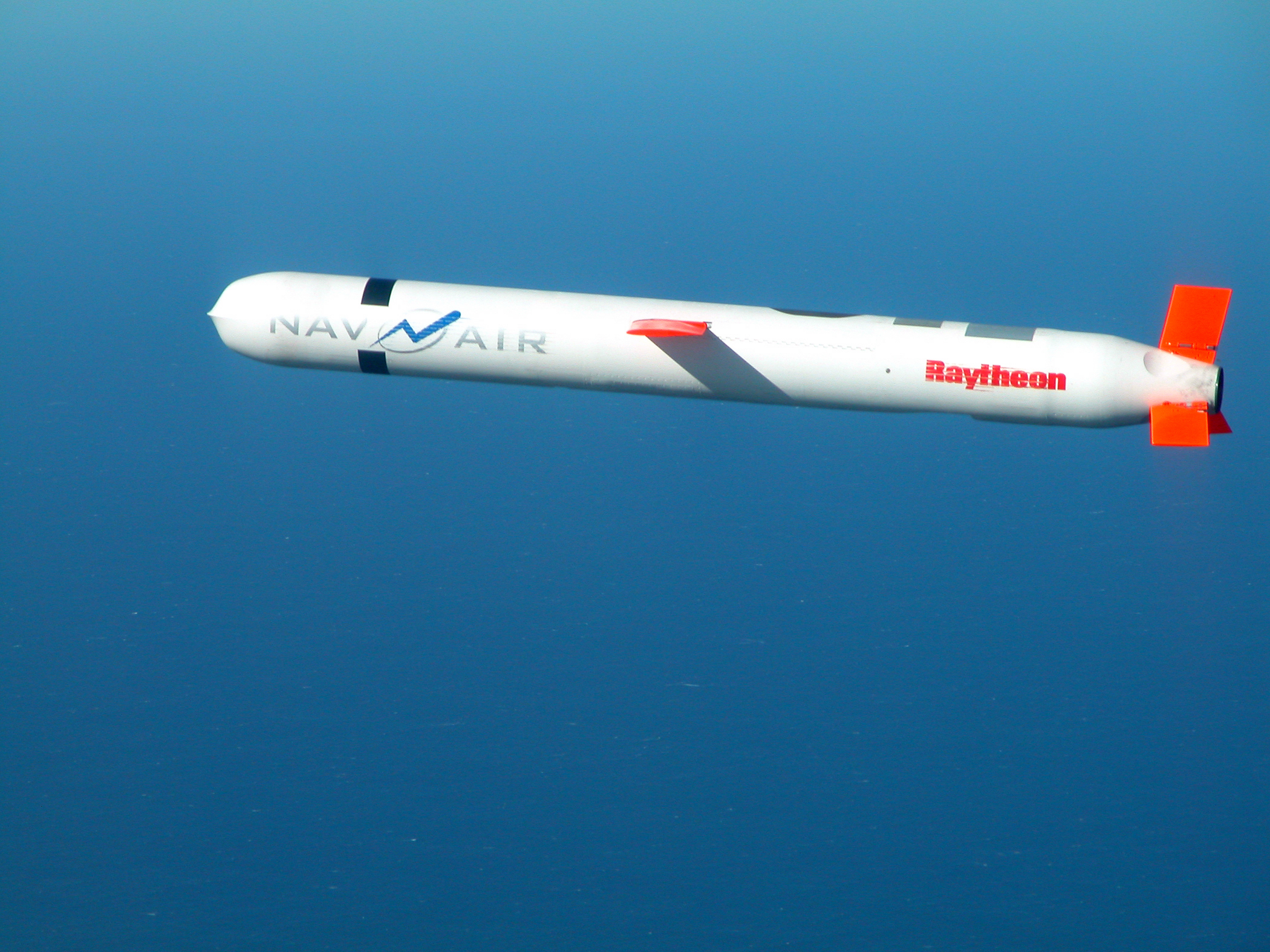
Míssil de creuer BGM-109 Tomahawk.

### Míssils de creuer
Aquests míssils es propulsen al llarg de tota la seva trajectòria i assoleixen grans distàncies. En essència volen com els avions, usant ales i alerons que els permeten maniobrar durant el vol. El primer precursor d'aquests artefactes va ser la bomba volant V-1. Actualment es distingeixen diversos tipus de míssils creuer usats àmpliament. Els míssils de precisió d'atac a terra com els BGM-109 Tomahawk, els míssils per a avions aire/aire i els antivaixell com l'Exocet. Alguns d'ells utilitzen motors de reacció (motors que cremen un combustible amb l'oxigen de l'aire) uns altres fan ús de simples motors coet (motors que carreguen amb ambdós propel·lents) els quals els redueix l'abast però també la seva grandària fent-los més manejables. Aquesta és la necessitat dels petits míssils aire/aire, per exemple.

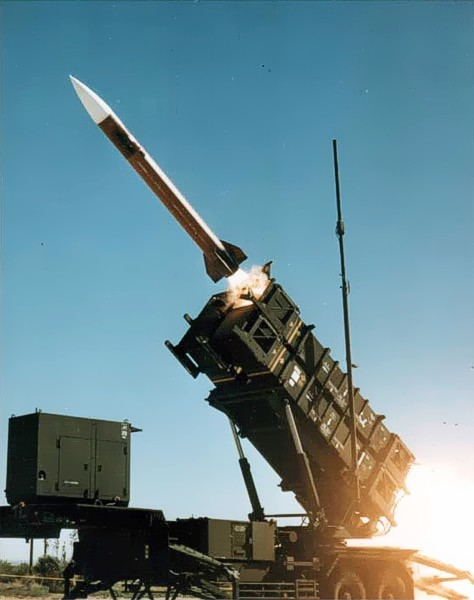
Llançament d'un MIM-104 Patriot de l'Exèrcit nord-americà. El Patriot és un míssil antiaeri que es dispara des de superfície.

### Míssils antiaeris
Existeix una gran varietat de míssils superfície-aire destinats a la defensa antiaèria per a destruir aeronaus enemigues o armes (com bombes o míssils) llançades per l'enemic.

### Míssils antitancs
Cap al final de la Segona Guerra Mundial totes les potències havien començat a utilitzar coets no guiats amb caps HEAT com a arma principal anti-tanc. No obstant això, tenien un abast limitat a 100m. Els alemanys van tractar d'estendre l'abast emprant guiat per cable el X-7. Després de la guerra va passar a desenvolupar molt al final de la dècada de 1950, i des de la dècada de 1960 són pràcticament l'única arma anti tanc que no d'un tanc. Actualment el màxim exponent el representa el sistema AT-8 rus amb un poder de penetració en acer de 800 mm. No obstant això el desenvolupament de blindatges reactius limita en bona part la capacitat per a destruir el tanc.

### Míssils aire-aire
L'experiència alemanya en la Segona Guerra Mundial va demostrar que destruir grans aeronaus era força difícil. Els alemanys havien invertit bastant esforç a desenvolupar míssils aire-aire amb aquest objectiu. Això provocaria el naixement dels míssils R4M. Van ser desenvolupats per la Luftwaffe durant la Segona Guerra Mundial i usats de forma operativa durant un breu període just abans del final de la guerra. En la postguerra, els R4M van ser el patró a partir del qual es van desenvolupar molts sistemes similars emprats per gairebé totes les aeronaus interceptors des de la fi de la dècada de 1940 fins ben entrada la de 1950. L'Armada Nord-americana i la Força Aèria dels Estats Units van emprar la seva electrònica superior per desenvolupar molts dissenys similars a principis de la dècada de 1950. els més famosos van ser el AIM-9 Sidewinder de l'armada i el AIM-4 Falcon de la força aèria. Aquests sistemes van seguir evolucionant. En l'actualitat, la guerra aèria consisteix gairebé completament en el llançament de míssils.

### Míssils antisatèl·lit

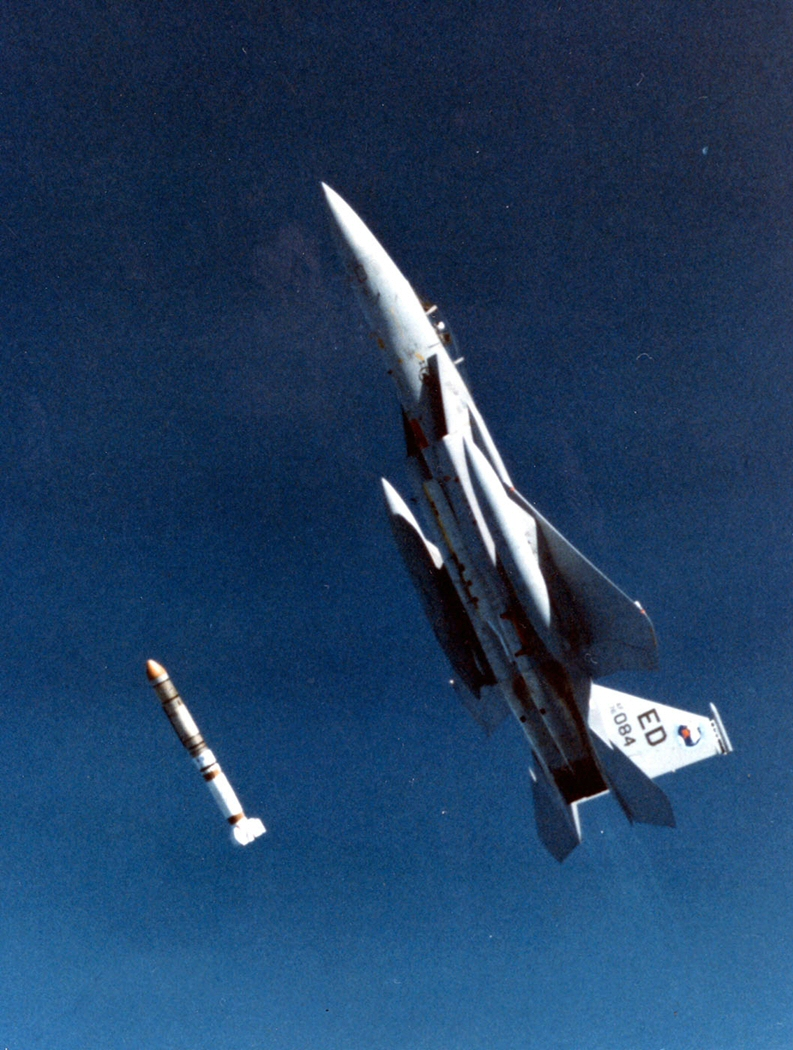
Llançament de míssil ASM-135 ASAT en 1985

A les dècades de 1950 i 1960, els dissenyadors soviètics van començar a treballar en una arma antisatèl·lit com a part del programa Istrebitel Sputnikov ("istrebitel sputnikov" literalment significa "destructor de satèl·lits"). Després d'un llarg procés de desenvolupament d'aproximadament vint anys, finalment es va decidir cancel·lar les proves d'aquestes armes. Va ser quan els Estats Units van començar a provar els seus propis sistemes. El sistema de defensa Brilliant Pebbles proposat durant la dècada de 1980 hauria utilitzat col·lisions d'energia cinètica sense explosius. Les armes antisatèl·lit poden ser llançades per un avió o per una plataforma de superfície, depenent del disseny. Fins ara, només s'han fet algunes proves conegudes. A partir del 2019, només 4 països: Estats Units, Índia, Rússia i Xina tenen armes antisatèl·lit en funcionament.

### Míssils antimísil
Un sistema antimísil  és una arma destinada a interceptar míssils enemics que es troben en vol, abans que pugui assolir el seu objectiu, sigui tropes, unitats o territori propi. El conjunt de sistemes que implica el llançament i el control del mísil interceptador, així com el programa d'arrancada, es denomina escut antimíssils o ABM (de l'anglès Anti-Ballistic Missiles)